# Кам'яногірська сільська рада (Жмеринський район)
| Кам'яногірська сільська рада — колишній орган місцевого самоврядування у Жмеринському районі Вінницької області з адміністративним центром у с. Кам'яногірка. Сільській раді були підпорядковані населені пункти: - с. Кам'яногірка - с. Олексіївка |

## Склад ради
Рада складалася з 12 депутатів та голови.

## Керівний склад сільської ради
| ПІБ                         | Основні відомості                                                                 | Дата обрання | Дата звільнення |
| --------------------------- | --------------------------------------------------------------------------------- | ------------ | --------------- |
| Гринік В'ячеслав Васильович | Сільський голова, 1974 року народження, освіта, член Народно-демократичної партії | 26.03.2006   | 31.10.2010      |
| Гриник В"ячеслав Васильович | Сільський голова, 1974 року народження, освіта вища, безпартійний                 | 31.10.2010   |                 |

Примітка: таблиця складена за даними джерела